# Диселенид лютеция
Диселенид лютеция — бинарное неорганическое соединение
лютеция и селена
с формулой LuSe2,
кристаллы.

## Получение
- Нагревание при высоком давлении стехиометрических количеств чистых веществ:

{\displaystyle {\mathsf {Lu+2Se\ {\xrightarrow {T,P}}\ LuSe_{2}}}}

## Физические свойства
Диселенид лютеция образует кристаллы 
тетрагональная сингония, пространственная группа P 4/nnm, параметры ячейки a = 0,3936 нм, c = 0,8147 нм, Z = 4, 
структура типа антимонида димеди Cu2Sb